# ميكي ماكدونالد
ميكي ماكدونالد هو شخصية أعمال كندي، ولد في 1952.